# Charlie Nicholas
Charlie Nicholas, właśc. Charles Nicholas (ur. 30 grudnia 1961) – szkocki piłkarz występujący na pozycji napastnika. 
W czasie swojej kariery reprezentował barwy takich klubów jak Celtic F.C., Arsenal, Aberdeen i Clyde. W reprezentacji Szkocji rozegrał 20 spotkań i zdobył 5 bramek.